# Hans Meyer (Innenarchitekt)
Hans Meyer (geboren 1938 in Eisleben) ist ein deutscher Innenarchitekt, Möbeldesigner und Hochschullehrer für Innenarchitektur und Design, der von 1996 bis 2004 an der Hochschule Wismar – Fachhochschule für Technik, Wirtschaft und Gestaltung Professor für den Entwurf in Innenarchitektur und Möbeldesign war.

## Leben

### Jugend und Ausbildung
Meyer studierte von 1956 bis 1961 an der Technischen Universität Dresden. Er belegte die Fachrichtung Bauwesen an der Fakultät für Berufspädagogik und Kulturwissenschaften. Nach 10 Jahren beruflicher Praxis nahm er das Studium 1971 an der Hochschule für industrielle Formgestaltung Halle, Burg Giebichenstein nebenberuflich auf und schloss 1974 als Diplom-Designer ab.

### Forschung und Lehrtätigkeit
Von 1961 bis 1981 beteiligte Meyer sich an einem Forschungsprojekt der Technischen Universität Dresden zum Thema „Materialökonomische Konstruktionsprinzipien im Möbelbau“.
Parallel arbeitete er von 1961 bis 1991 als Dozent an der Fachschule für angewandte Kunst Heiligendamm (FAK Heiligendamm). Er lehrte Darstellende Geometrie und Perspektive für die Bereiche Innenarchitektur, Möbel- und Ausbaukonstruktion, Entwurf und Entwicklung. Von 1971 bis 1981 war er an der FAK Leiter des Studienganges Innenarchitektur. Er war 1979 und 1984 auf den Bezirkskunstausstellungen Rostock und 1982/1983 auf der IX. Kunstausstellung der DDR in Dresden vertreten.
Nach der Wende engagierte sich Meyer als Sprecher des Fachbeirates der FAK Heiligendamm seit 1989 bei der Vorbereitung der Studiengänge Innenarchitektur und Design der FAK Heiligendamm, damit sie 1992 in die Hochschule Wismar als Fakultät eingegliedert werden konnten.
1991 bis 2004 war Meyer Gründungsdekan der Fachbereiche Innenarchitektur und Design an der Fachhochschule Stralsund. Parallel dazu war er von 1991 bis 1996 Gründungsdekan der Hochschule Wismar. Anschließend wurde er zum Professor für Entwerfen Innenarchitektur und Möbelentwurf berufen. Zusammen mit der Kollegin Annette Leyener gelang es Meyer im Jahr 2000, den Umzug von Heiligendamm nach Wismar ohne große Verluste zu vollziehen. Auch die Werkstatt wurde mit umgezogen. 2004 wurde Meyer emeritiert, engagierte sich dennoch von 2008 bis 2011 mit Workshops im Bereich Innenarchitektur für die Lehre. 2012 übernahm er im Sommersemester eine Vertretungsprofessur zu den Grundlagen des Entwerfens. Nach seiner Emeritierung begann er zur Geschichte der FAK Heiligendamm zu forschen und gab dazu das Buch „Heiligendamm 1950–2000“ heraus.
Hans Meyer und sein Kollege Michael Rudnik sichteten den Bestand an Studienarbeiten zum Thema Innenarchitektur bis zurück in die 1960er Jahre und erstellten davon eine Projekt- und Bilddatenbank, um die Forschungsergebnisse digital zugänglich zu machen. Sie stellten das Ergebnis 2010 auf dem Campus Wismar der Öffentlichkeit vor.

### Ausstellungsgestaltungen und Möbeldesign
Ab 1995 entwarf Meyer Design von Behältnis- und Polstermöbeln für die industrielle Fertigung.
Meyer beteiligte sich als Innenarchitekt an der Gestaltung verschiedener Ausstellungen:
- Mehrere Ostseemessen
- Icomos-Tagungen, Rostock
- Ausstellung „Menschen und Meer“, Paris
- Bezirkskunstausstellungen, Kunsthalle Rostock
- 1983: Kunstausstellung Dresden
- 2002 „Wege zur Backsteingotik“, Kloster zum Heiligen Kreuz, Rostock
- 2005–2008: Deutsches Bernsteinmuseum, Ribnitz-Damgarten
- 2009: Zeichnungen und Projekte, Kunstverein „Roter Pavillon“, Bad Doberan[4]
- 2022: mit Günter Kiefer Lerch, Jule Ulrike Müller, “ALTE” FAK-ler, Kunstverein „Roter Pavillon“, Bad Doberan[5]

### Auszeichnungen und Mitgliedschaften
2009 erhielt Meyer in der Kategorie Gesamtgestaltung den „Lilienthal Designpreis“ des Landes Mecklenburg/Vorpommern. Er war bis 1990 Mitglied des Verbands Bildender Künstler der DDR und ist seit 1992 Mitglied im Bund Deutscher Innenarchitekten (bdia). Dort war er im Landesverband Mecklenburg-Vorpommern von 1992 bis 1998 Vorsitzender. Er ist auch Mitglied der Architektenkammer Mecklenburg-Vorpommern.

## Veröffentlichungen
- Heiligendamm 1950–2000. Lehre im Wandel. Die Geschichte des Studienganges Innenarchitektur und der Fachschule für Angewandte Kunst Heiligendamm. callidus, Wismar 2015, ISBN 978-3-940677-26-6.